# Angelika Schnieke
Angelika Schnieke (* 29. Januar 1956 in Oberhausen) ist eine deutsche Biotechnologin und Hochschullehrerin an der Technischen Universität München.

## Werdegang
Schnieke studierte Bio-Ingenieurwesen in Hamburg und promovierte an der medizinischen Fakultät der University of Edinburgh. Von 1978 bis 1984 arbeitete sie als Bioingenieurin am Heinrich-Pette Institut für Experimentelle Virologie und Immunologie an der Universität Hamburg. In den folgenden Jahren arbeitete und forschte sie am Whitehead Institute des MIT in Cambridge (USA), am Ludwig Institute for Cancer Research in Bern (Schweiz) und am Department of Physiology an der Colorado State University in Fort Collins (USA). 1992 wechselte sie zu PPL Therapeutics Ltd nach Edinburgh (UK) und arbeitete dort zunächst als Head of Molecular Biology, später als Assistant Director of Research. Während ihrer Zeit bei PPL Therapeutics arbeitete sie zusammen mit Wissenschaftlern des Roslin Instituts der Universität von Edinburgh an Methoden zum somatischen Zellkerntransfer bei Großtieren. Diese Arbeiten mündeten letztlich in der Geburt des Schafs Dolly.
Seit 2003 hält Schnieke den Lehrstuhl für Biotechnologie der Nutztiere an der TU München. Von 2013 bis 2016 war sie Dekanin für Life Science am Wissenschaftszentrum Weihenstephan der TU München.
Im Jahr 2011 wurde sie Mitglied der Nationalen Akademie der Wissenschaften Leopoldina.

## Forschung
Schnieke befasst sich mit der Anwendung biotechnologischer Methoden im Großtierbereich, wie zum Beispiel der genetische Modifizierung von Säugetieren für die regenerative Medizin und die Erzeugung von Modelltieren für Humanerkrankungen. Ihre größten wissenschaftlichen Erfolge umfassen die Entwicklung von somatischen Zellkerntransfer (das Schaf Dolly), der Produktion des ersten transgenen Tiers durch Zellkerntransfer und das erste genetisch veränderte Großtier.

## Ausgewählte Veröffentlichungen
- K. J. McCreath, J. Howcroft, K. H. S. Campbell, A. Colman, A. E. Schnieke, A. J. Kind: Production of gene-targeted sheep by nuclear transfer from cultured somatic cells. In: Nature. Band 405, Nr. 6790, Juni 2000, ISSN 0028-0836, S. 1066–1069, doi:10.1038/35016604.
- Matthew J. Evans, Cagan Gurer, John D. Loike, Ian Wilmut, Angelika E. Schnieke, Eric A. Schon: Mitochondrial DNA genotypes in nuclear transfer-derived cloned sheep. In: Nature Genetics. Band 23, Nr. 1, September 1999, ISSN 1061-4036, S. 90–93, doi:10.1038/12696, PMID 10471506, PMC 3042135 (freier Volltext) – (nature.com [abgerufen am 31. Dezember 2019]).
- Paul G. Shiels, Alexander J. Kind, Keith H. S. Campbell, David Waddington, Ian Wilmut, A. Colman, A. E. Schnieke: Analysis of telomere lengths in cloned sheep. In: Nature. Band 399, Nr. 6734, Mai 1999, ISSN 0028-0836, S. 316–317, doi:10.1038/20580.
- I. Wilmut, A. E. Schnieke, J. McWhir, A. J. Kind, K. H. S. Campbell: Viable offspring derived from fetal and adult mammalian cells. In: Nature. Band 385, Nr. 6619, Februar 1997, ISSN 1476-4687, S. 810–813, doi:10.1038/385810a0.
- A. E. Schnieke, A. J. Kind, W. A. Ritchie, K. Mycock, A. R. Scott, M. Ritchie, I. Wilmut, A. Colman, K. H. S. Campbell: Human Factor IX Transgenic Sheep Produced by Transfer of Nuclei from Transfected Fetal Fibroblasts. In: Science. Band 278, Nr. 5346, 19. Dezember 1997, S. 2130–2133, doi:10.1126/science.278.5346.2130.